# Матюшин, Сергей Иванович
Сергей Иванович Матюшин  (14 сентября 1943, Чернореченский, Коми АССР — 9 ноября 2012, Салават, Башкортостан) — писатель, переводчик. Член Союза писателей СССР (1983). Лауреат республиканской литературной премии имени Степана Злобина (2012).
Почётный гражданин города Салавата.

## Биография и творчество
Сергей Иванович Матюшин родился 14 сентября 1943 года на станции Весляна Железнодорожного района Коми АССР.
В 1968 году окончил Калининский государственный медицинский институт. По окончании института работал врачом-стоматологом в поликлинике на ул. Гагарина в городе Салавате БАССР. В 1999—2001 годах — врач клиники «Тридент» в Москве.
Вторым призванием Сергея Ивановича была литература. Во время учёбы в медицинском институте он участвовал в работе литературного кружка, редактировал студенческую газету.
В 1981 году заочно окончил Литературный институт им. А. М. Горького в Москве. В 1983 году был принят в Союз писателей республики.
Первые произведения Сергея Матюшина появились в печати в 80-е годы XX века. Это был сборник рассказов «Черемуховая долина» (1981).
Публиковался в журналах «Урал», «Север», «Уральский следопыт», «Крещатик», «Бельские просторы», «День и ночь», «Звезда», «Смена», «Москва».
Писал в малых жанрах прозы — лирические, психологические рассказы, романтические миниатюры: «Ночь», «Звезда», «Второе крыло надежды», «Эффект Готерна». Писал также стихи и занимался переводами —  перевёл на русский язык произведение «Әлимә, йәки Мырҙаш ҡарттың өйләнеүе» («Алима, или Свадьба старика Мырдаша» (1988) башкирского писателя Даута Юлтыя.
Жил в городе Салавате. Умер Сергей Матюшин 9 ноября 2012 года.

## Творческое наследие
Сборник рассказов «Черемуховая долина» (1981).
Книги рассказов «Ветреный день», «Случай с Волковым», «Маленький, старинный, озерный» и другие. Сборники «Белый вальс» и «Прототип».

## Награды и звания

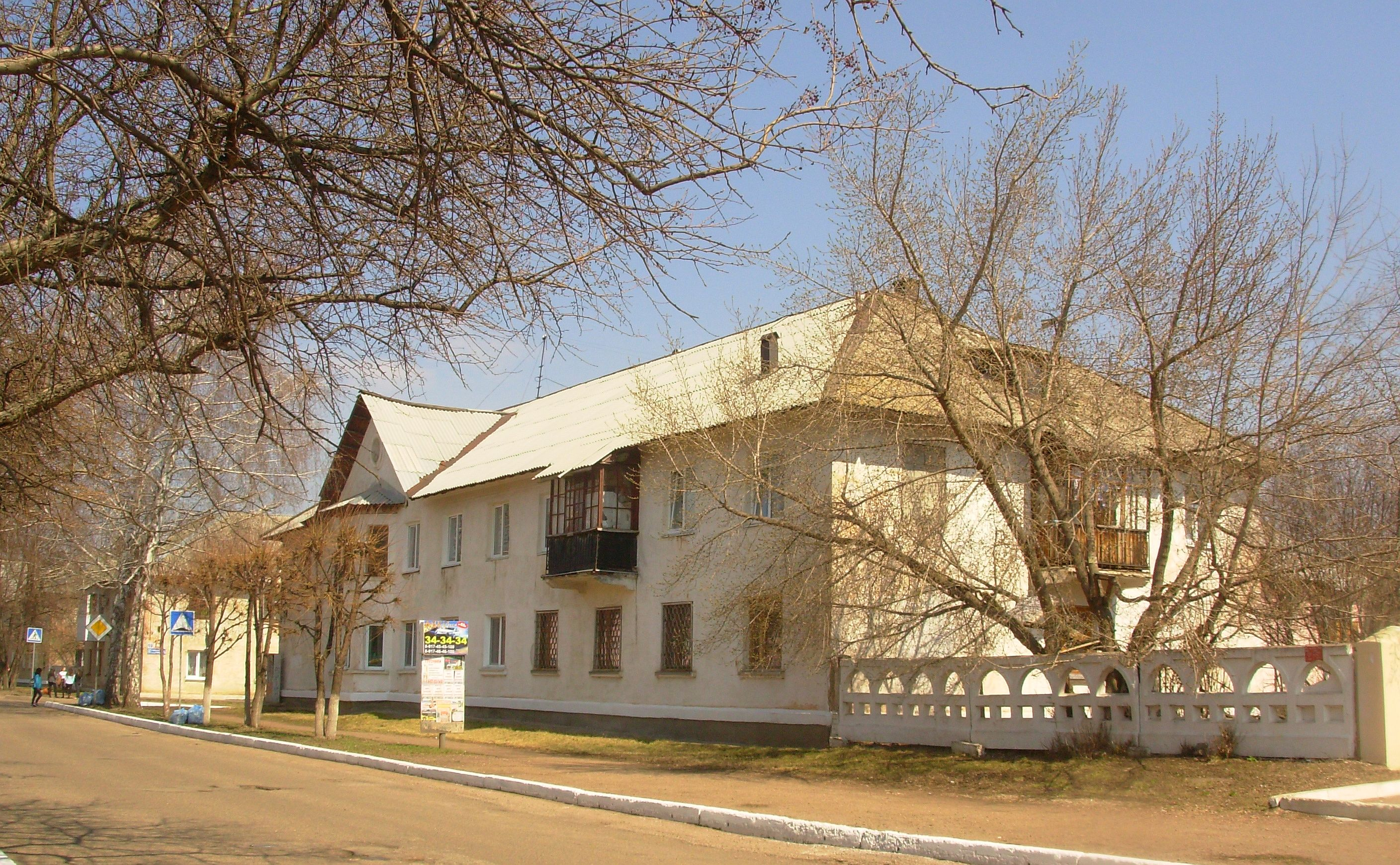
Дом по ул. Гафури, в котором жил Матюшин в Салавате

Лауреат республиканской литературной премии имени Степана Злобина за 2012 год (присуждена посмертно — это уникальный случай в истории этой премии). Кроме того, Матюшин один из двух лауреатов этой премии — неуфимцев.
Почётный гражданин города Салавата РБ.

## Избранные сочинения
- Белый вальс: рассказы. — М., 1985.
- Плохая музыка (Добрая Весть). — Уфа, 2005.

переводы
- Юлтый Д. Алима, или Свадьба старика Мырдаша : [Сборник] : Пер. с башк. — Уфа : Башк. кн. изд-во, 1988. — 250 с. — ISBN 5-295-00114-8